# Хардер, Джордж
Джордж Аллан Хардер (англ. George Allan Harder, родился 22 июня 1974 года в Мотоотуа) — самоанский регбист, выступавший на позициях винга и центра.

## Игровая карьера
Карьеру начинал в новозеландских командах «Те Атату» и «Уаитемата», в 1998 году дебютировал в Супер 12 матчем за команду «Окленд Блюз». Выступал в чемпионате провинций за команду Окленда, также некоторое время был игроком команды по регбилиг «Брисбен Бронкоз».
В сезоне 2002/2003 выступал за команду «Лидс Тайкс», позже перешёл в «Харлекуинс». Дебютировал 13 сентября 2003 года в матче против «Лондон Уоспс» (победа 33:27), однако из-за разрыва крестообразных связок пропустил три месяца. 22 мая 2004 года выиграл с командой Европейский кубок вызова: в четвертьфинале и полуфинале против клубов «Брив Коррез» и «Коннахт» занёс всего три попытки (две в четвертьфинале), играл в финале 22 мая 2004 года против «Монферрана» (победа 27:26). Карьеру игрока завершал в «Стад Монтуа» в Про Д2.
За сборную Самоа дебютировал 13 апреля 1995 года в тест-матче в Йоханнесбурге против ЮАР. Сыграл всего 4 матча, в том числе 3 игры на чемпионате мира 1995 года, и набрал 15 очков благодаря 3 попыткам. Последнюю игру провёл в четвертьфинале против тех же ЮАР 10 июня в том же Йоханнесбурге. С учётом неофициальных матчей против клубов и сборных провинций сыграл за сборную Самоа 28 встреч.

## Стиль игры
Играл на позициях винга и центра. Отличался физической мощью, позволявшей ему преодолевать оборону противника и заносить попытки, а также стремлением идти напролом.